# Maria Blom
Maria Margaret Blom (Täby, 28 febbraio 1971) è una drammaturga, sceneggiatrice e regista svedese nota soprattutto per il film L'amore non basta mai del 2004.

## Biografia
La Blom ha scritto e diretto una decina di opere teatrali, tra cui Rabarbers, Sårskorpor, Dr. Kokos Kärlekslaboratorium e Under hallonbusken. Ha ricevuto il Premio per lo sviluppo della vita artistica di Stoccolma nel 2002 dalla città di Stoccolma per le sue opere rappresentate allo Stockholm City Theatre.
Maria Blom risiede ora a Falun dove si è trasferita in quanto operante al Dala Theatre, set del suo spettacolo teatrale Masjävlar, che ha poi trasposto in film debuttando così nella regia cinematografica. Legata sentimentalmente con il musicista e compositore Anders Nygårds che ha composto le musiche per il film L'amore non basta mai ed ha anche un piccolo ruolo nel film come musicista.

## Filmografia parziale
- L'amore non basta mai (Masjävlar) (2004)

## Premi e riconoscimenti
Guldbagge
2005 - Migliore sceneggiatura - L'amore non basta mai
2005 - Candidatura a miglior regista - L'amore non basta mai